# Sanjeev Singh
Sanjeev Singh, född 18 november 1965, är en indisk bågskytt. Han deltog vid olympiska sommarspelen 1988.